# Lodger (album)
Lodger – trzynasty album studyjny angielskiego muzyka i wokalisty Davida Bowiego, wydany 25 maja 1979 roku nakładem RCA Records. W 2018 roku ukazała się reedycja albumu. Płyta jest trzecią i ostatnią częścią tzw. „berlińskiej trylogii” Bowiego.

## Lista utworów
Wykaz według źródła:
1. Fantastic Voyage
2. African Night Flight
3. Move On
4. Yassasin (Turkish For: Long Live)
5. Red Sails
6. D.J.
7. Look Back in Anger
8. Boys Keep Swinging
9. Repetition
10. Red Money